# Roma o morte (frase)
Roma o morte è la frase che, secondo un orientamento oramai tendenzialmente convergente nella storiografia risorgimentale, Giuseppe Garibaldi pronunciò per la prima volta in occasione del discorso tenuto durante il raduno delle camicie rosse a Marsala, il 19 luglio del 1862. Successivamente la frase fu ripetuta dal generale in altre occasioni, in discorsi che annunciavano la partenza dei volontari garibaldini dalla Sicilia alla conquista di Roma, per la liberazione dal potere temporale del Papa, risalendo la Penisola. Un anno prima, il 17 marzo 1861, dopo la conclusione della seconda guerra d'indipendenza e la successiva spedizione dei Mille, era stata proclamata l'Unità d'Italia.

## I fatti propedeutici l'impresa

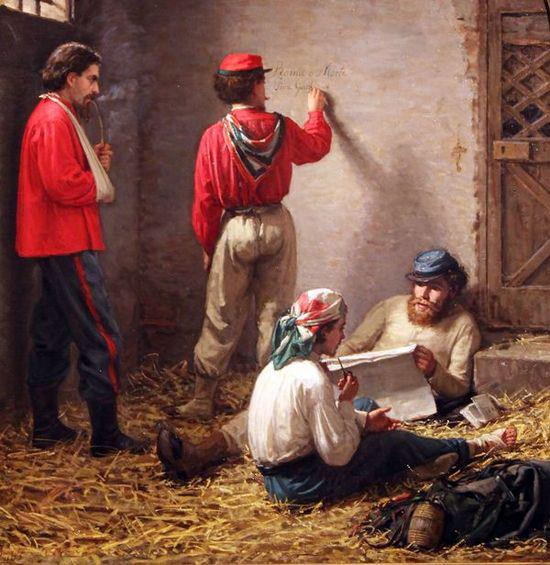
Gioacchino Toma (1863): "O Roma o morte" dipinto che mostra garibaldini imprigionati dopo lo scontro, fra questi uno sta scrivendo sul muro il loro motto e "Viva Garibaldi"

Dopo il rientro a Caprera, successivamente alla conclusione della fase risorgimentale che fu coronata con la proclamazione del Regno d'Italia, Garibaldi continuò a meditare di organizzare una nuova spedizione che mettesse fine all'anomalia del nuovo Stato, nel quale la città storicamente fondatrice della civiltà di cui esso si proclamò degno erede non era ancora ricompresa all'interno dei suoi confini. Per di più, Roma restava sotto la sovranità di un'autorità ecclesiastica che rappresentava l'antitesi dei valori di libertà e di indipendenza di cui il Risorgimento era stato sino ad allora portatore e fautore (vedi anche: questione romana).
Incoraggiato in modo più o meno esplicito dall'allora Primo Ministro Urbano Rattazzi, Garibaldi riapparve a Palermo ai primi di luglio 1862, scatenando subito l'entusiasmo delle folle siciliane. Tuttavia, le condizioni politiche internazionali fecero subito comprendere che l'intento di Rattazzi avrebbe rischiato di mettere in seria difficoltà politico-diplomatica il nuovo Stato e il suo Governo, soprattutto per la netta opposizione di Napoleone III, che da sempre si era erto a difensore del diritto dello Stato Pontificio di mantenere i suoi possedimenti a Roma e nel Lazio, anche in virtù del forte appoggio e consenso sul quale la posizione di Napoleone III poteva contare nell'opinione pubblica cattolica francese.

## I discorsi
Il 15 luglio, in occasione di una parata della Guardia Nazionale, Garibaldi prese la parola e pronunciò un primo discorso propedeutico alla sua prossima impresa, in tono apertamente anti napoleonico: «Popolo di Palermo, il padrone della Francia, il traditore del due dicembre, colui che versò il sangue dei fratelli di Parigi ... occupa Roma. ... Egli si è fatto capo di briganti, di assassini. Popolo del Vespro, popolo del 1860, bisogna che Napoleone sgombri Roma. Se necessario, si faccia un nuovo Vespro!».
Nei giorni successivi, Garibaldi, poncho a tracolla, iniziò il suo viaggio propagandistico ad Alcamo, Calatafimi e Corleone. Fu a Marsala, il 19 luglio, che - come sembra - pronunciò per la prima volta nei suoi discorsi le parole «O Roma, o morte!», subito ripetute in coro dalla folla. Il 1º agosto a Ficuzza, dopo una serie di altri infuocati discorsi, Garibaldi aveva radunato ben tremila volontari. Qui disse: «Anche oggi ci riunisce la causa santa del nostro Paese; anche oggi, senza chiedere come si fa, dove si va, quale sarà la ricompensa delle nostre fatiche, voi siete accorsi col sorriso sulle labbra, con la gioia sulla fronte al banchetto delle battaglie, sfidando i prepotenti dominatori stranieri e gettando la scintilla divina del conforto nell'anima dei nostri fratelli schiavi... Fatiche, disagi e pericoli sono le solite mie promesse... ». 

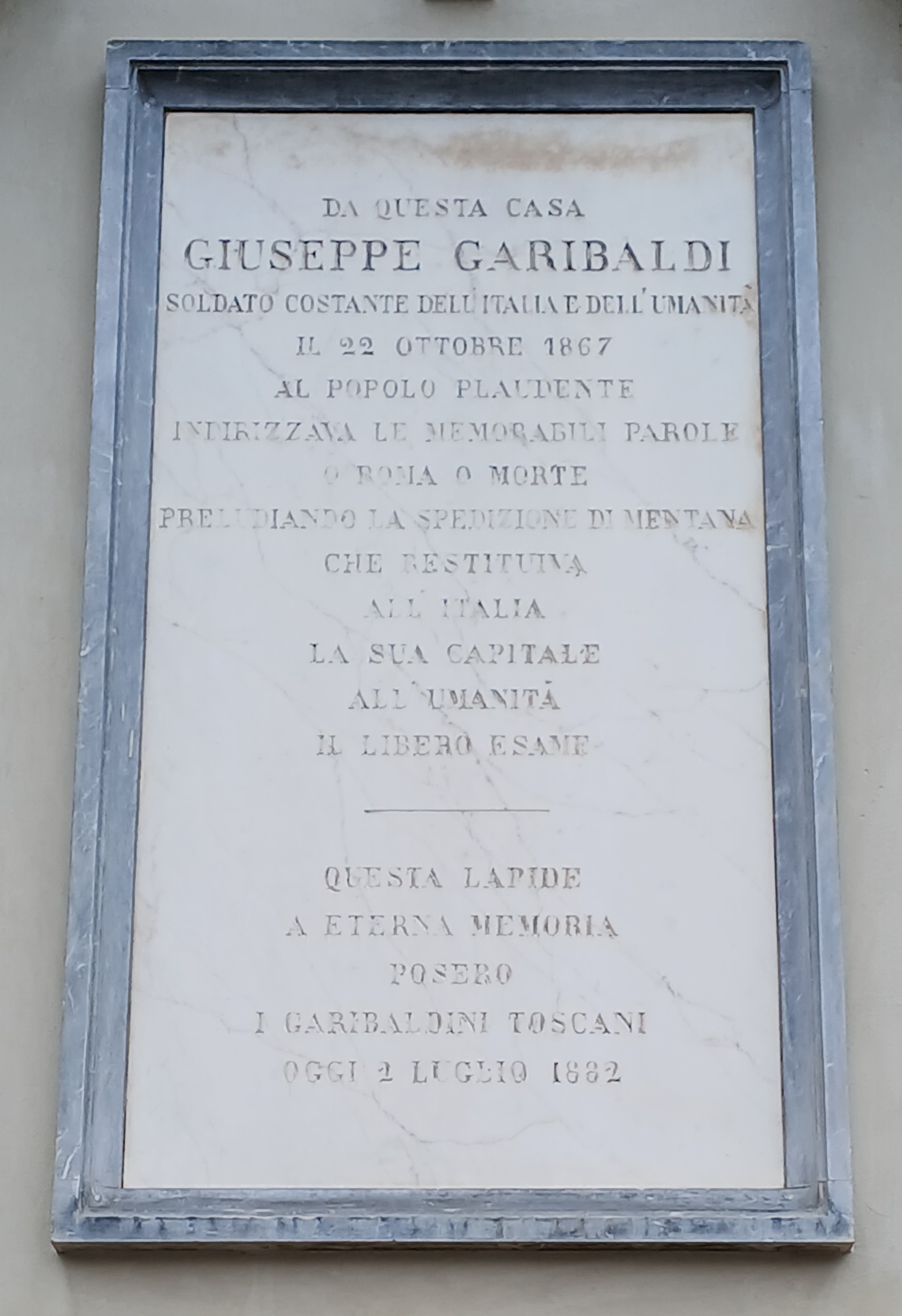
Testimonianza del discoso di Garibaldi ai fiorentini

Il 20 agosto era a Catania, accolto dalle campane e da altra folla in delirio. Di qui s'imbarcò con i suoi volontari su due piroscafi che, alle quattro del mattino del 25 agosto, sbarcarono sulla costa calabrese per risalire verso Roma attraverso l'Italia meridionale.

## Conclusione
In Calabria, le Camicie Rosse compresero sin da subito che non avrebbero potuto contare sulla benevolenza dell'esercito regolare di Vittorio Emanuele II (la stessa marina regia aveva cercato di impedirne, invano, lo sbarco in Calabria), e che il Governo Rattazzi aveva addirittura fatto marcia indietro rispetto alla iniziale linea politica di condiscendenza verso l'iniziativa.
Fu così che si arrivò al ben noto episodio dell'Aspromonte (giornata dell'Aspromonte), in Calabria, nel quale le truppe garibaldine furono attaccate dall'esercito regolare e sbaragliate, mettendo così fine all'impresa del Generale, e nel quale lo stesso Garibaldi venne ferito alla coscia sinistra ed alla caviglia destra, riportando conseguenze che nel tempo lo avrebbero costretto progressivamente alla deambulazione su di una sedia a rotelle.

## Testimonianze
Da: A. Scirocco, Giuseppe Garibaldi, RCS - Corriere della Sera, Milano 2005, p. 282
"Con lo stesso animo e le stesse entusiastiche accoglienze il Dittatore visitò i luoghi delle straordinarie imprese di due anni prima, Alcamo, Partinico, Calatafimi, il campo di Renna. Infine, entrò a Marsala, in un'indescrivibile apoteosi, sotto una pioggia di fiori. Nella cattedrale si tenne una solenne cerimonia religiosa [...]. Quindi, affacciandosi dalla casa del conte Mario Grignani, dove era alloggiato, rievocò l'incredibile successo dei Mille, affermò che non era possibile continuare a soffrire la vergogna dello straniero sul suolo italiano. 
Alla sua conclusione, 'Sì, Roma è nostra', rispose dalla folla un grido, 'Roma o morte', accolto e rilanciato dall'Eroe, e giurato solennemente il giorno dopo, domenica 20 luglio, durante una messa".
Da: Lucy Riall, Garibaldi. L'invenzione di un eroe, Laterza, Roma-Bari 2007, p. 388
"Il 23 luglio rivolse quindi un lungo indirizzo alle 'donne romane' (il cui testo venne pubblicato dal "Diritto" e dall'"Unità italiana":
"Matrone di Roma, Roma o Morte ha risuonato sulla terra dei Vespri. Sperate dunque! In questa terra di vulcani stride tal fiamma che suole incenerire il trono dei tiranni! Roma o Morte! [...] Roma è tal nome che susciterà le moltitudini, come la tempesta suscita le onde! Roma, la madre delle grandezze italiane! [...] Roma, oh Roma! Chi pronunciando il tuo nome non è spinto ad armarsi per redimerti, colui non ha meritato le gentili carezze d'una madre, il bacio fervido di un'amante [...]. Io sono con voi fino alla morte, o donne".